# Wilbur Little
Wilbur Little (Parmele, 5 maart 1928 - Amsterdam, 4 mei 1987) was een Amerikaanse jazz-bassist die hardbop en postbop speelde.
Little speelde oorspronkelijk piano, maar stapte na de militaire dienst over op de contrabas. In 1949 ging hij naar Washington, waar hij onder meer werkte met Charles Thompson. Ook had hij een eigen trio, waarmee hij enkele beroemde jazzmusici begeleidde, zoals Miles Davis en John Coltrane. In de periode 1955-1958 speelde hij in het trio van J.J. Johnson. Ook was hij bassist voor Tommy Flanagan. Als freelance-muzikant werkte hij onder meer met Sonny Stitt, Shirley Horn, Nina Simone en Roland Kirk. Tevens speelde hij op opnames van Bobby Jaspar en Randy Weston. Van 1967 tot 1970 was hij lid van de band van Elvin Jones en in 1975 was hij actief in een trio van Lee Konitz. In 1977 verhuisde hij naar Nederland, waar hij voor de rest van zijn leven zou wonen. Hij ging op tournee met onder meer Archie Shepp en werkte mee aan opnames van bijvoorbeeld Mel Lewis en Clark Terry.